# مالكوم بروس جاكسون
مالكوم بروس جاكسون هو سياسي كندي، ولد في 1872، وتوفي في 29 أبريل 1947.